# Зональный турнир СССР 1990
Зональный турнир СССР 1990 года — последний зональный турнир по шахматам, проходивший на территории СССР, проводился с 17 по 27 февраля во Львове. Турнир проводился по швейцарской системе, 9 туров при 28 участниках. В межзональный турнир проходило 5 участников.

## Итоги
- 1—4. Широв, Лпутян, Дреев, Юдасин — по 6 очков из 9-ти возможных;
- 5—7. Халифман, Выжманавин, Балашов — по 5½;
- 8—10. Асеев, Бареев, Азмайпарашвили — по 5;
- 11—16. Маланюк, Двойрис, Харитонов, Георгадзе, Новиков, Акопян — по 4½;
- 17—20. Розенталис, Лернер, Дохоян, Смирин — по 4;
- 21—27. Михальчишин (выбыл по болезни после 7 туров), Эйнгорн, Романишин, Олль, Минасян, Тукмаков, Чернин — по 3½;
- 28. Кузьмин — 3 очка.

## Дополнительный матч-турнир за 5-е место
- 1. Халифман — 3 очка из 4;
- 2. Выжманавин — 2;
- 3. Балашов — 1.